# Стадіон Партизана
Стадіон Партизана (серб. Стадион Партизана / Stadion Partizana) — футбольний та легкоатлетичний стадіон у Белграді, що належить футбольному клубу «Партизан».
Довгий час мав ім'я «Стадіон ЮНА» (Стадіон Югославської народної армії) і був місцем проведення парадів під час Дня Молоді. Офіційне відкриття відбулося 9 жовтня 1949 року матчем між командами Югославії та Франції. До прийняття нових норм з безпеки УЄФА місткість стадіону становила 55 000 глядачів, після приведення стадіону до нових вимог у 1998 році вона скоротилася до 29 775 глядачів. Трибуни стадіону налічують 30 рядів у висоту та обладнані 30 виходами для глядачів. Максимальна висота трибун — 21 метр. Габарити стадіону — 236 метрів з півдня на північ і 150 метрів із заходу на схід. Потужність освітлення становить 1200 люкс.

## Галерея

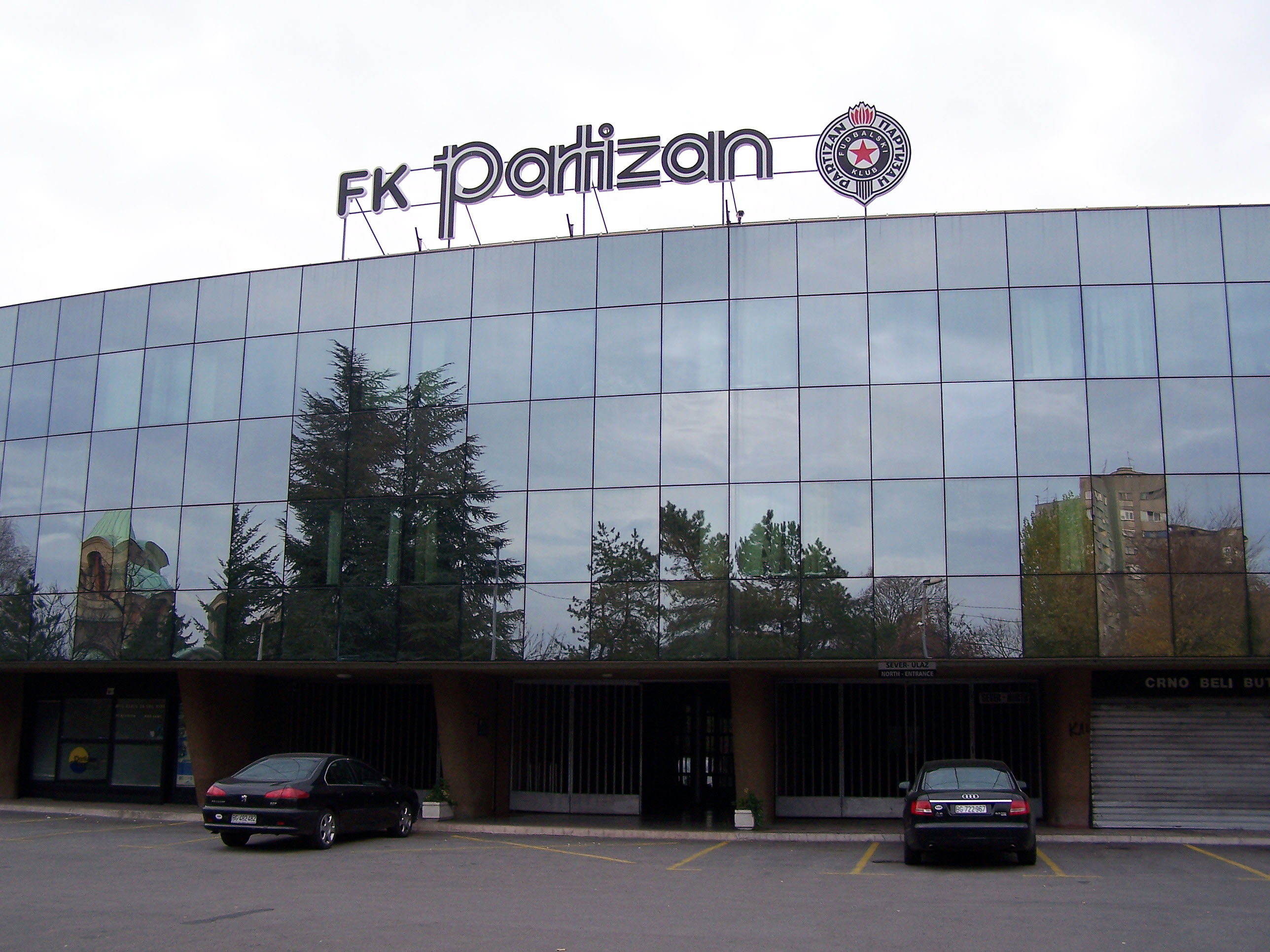
Північний бік стадіону
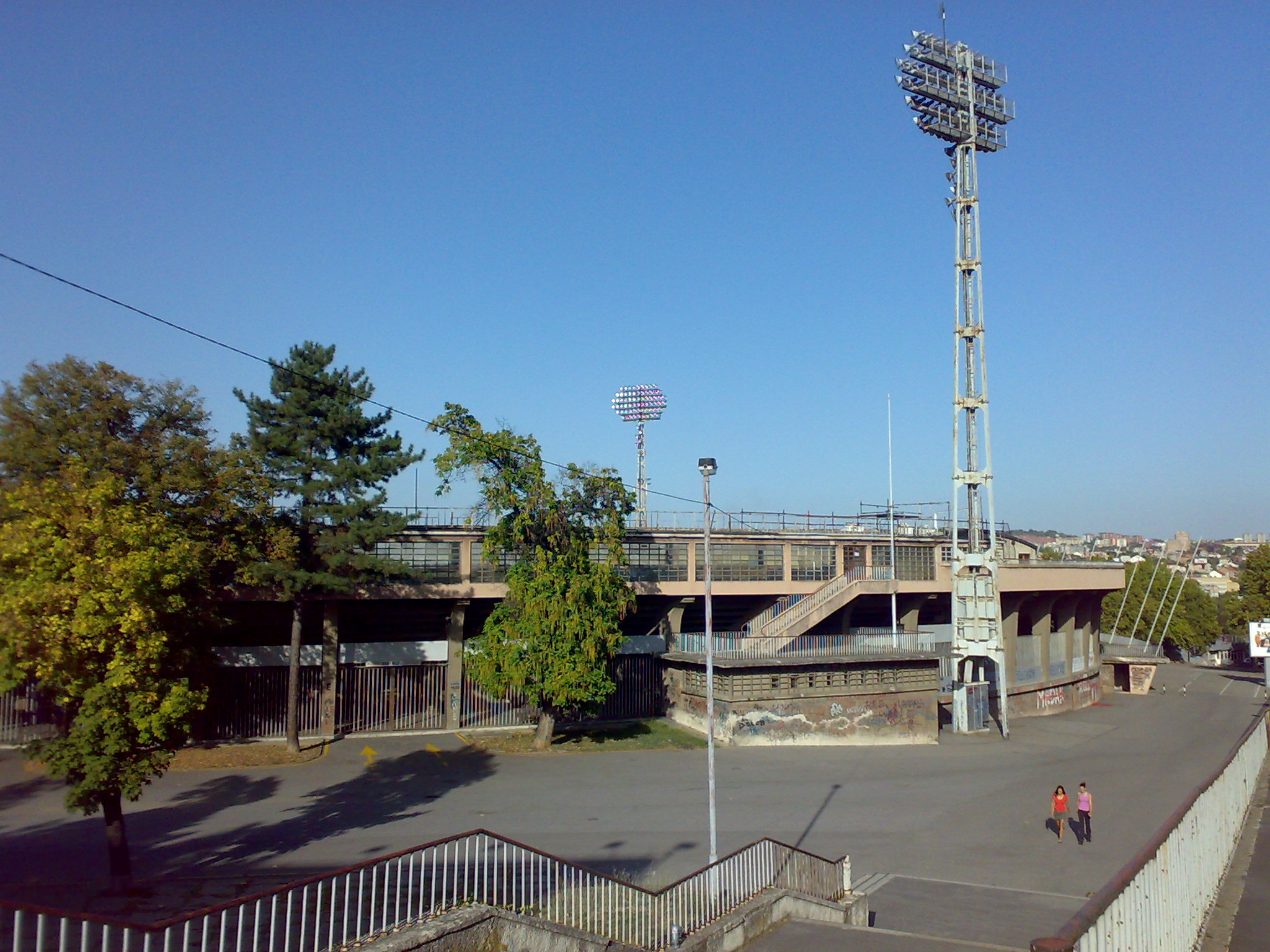
Південний бік стадіону
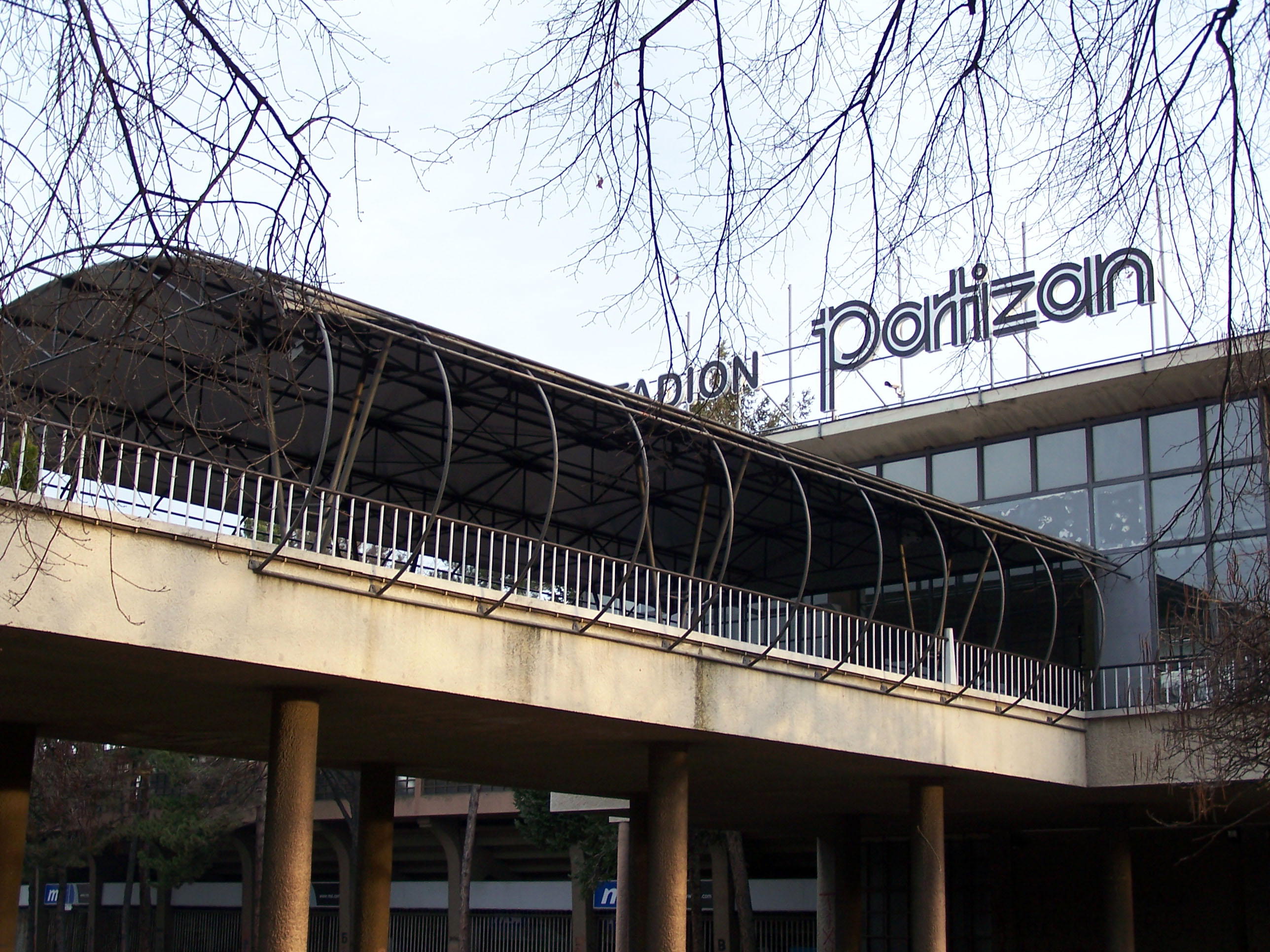
Головний вхід
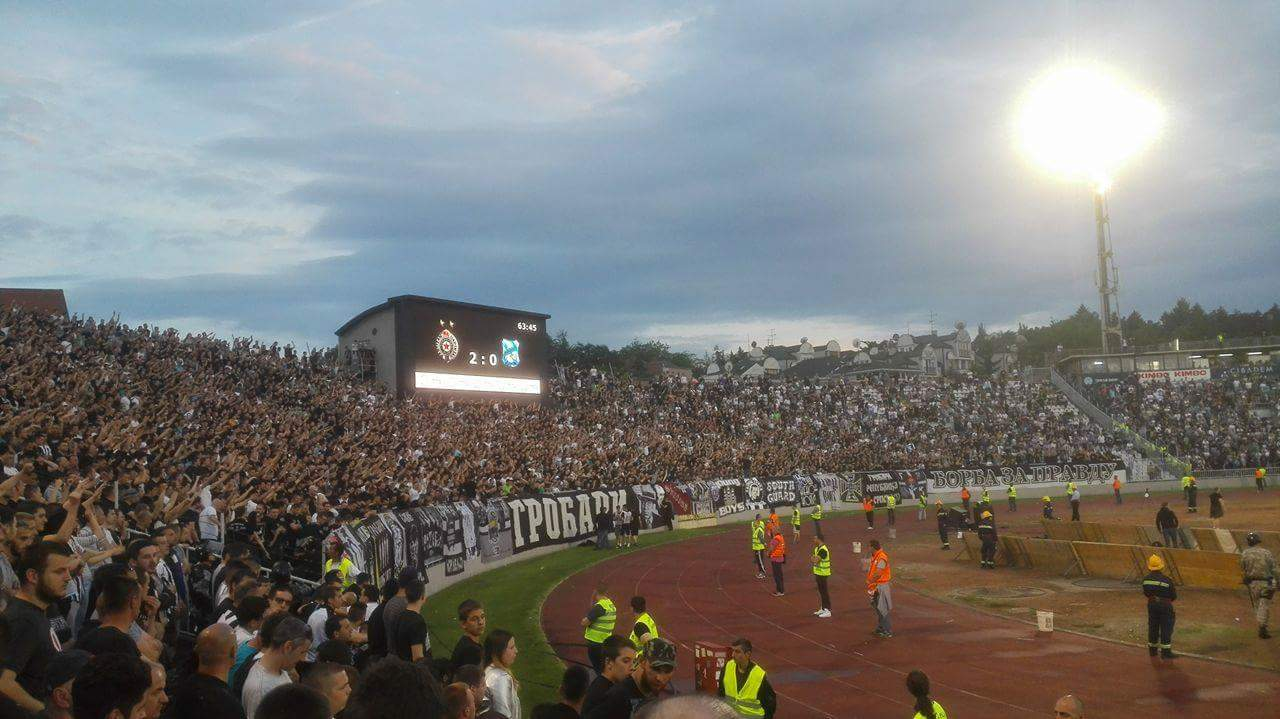
Стадіон під час матчу
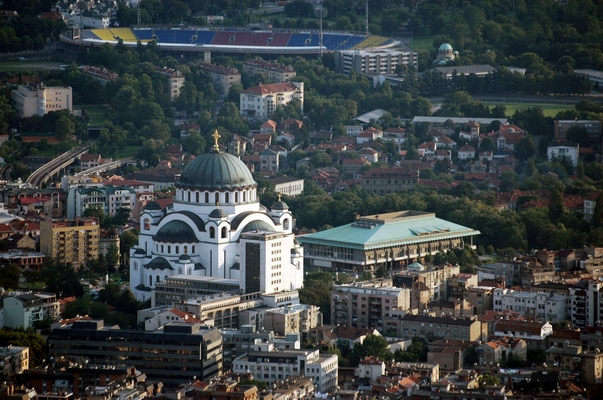
Храм Святого Сави і Стадіон Партизана